# Szkoła z Fontainebleau

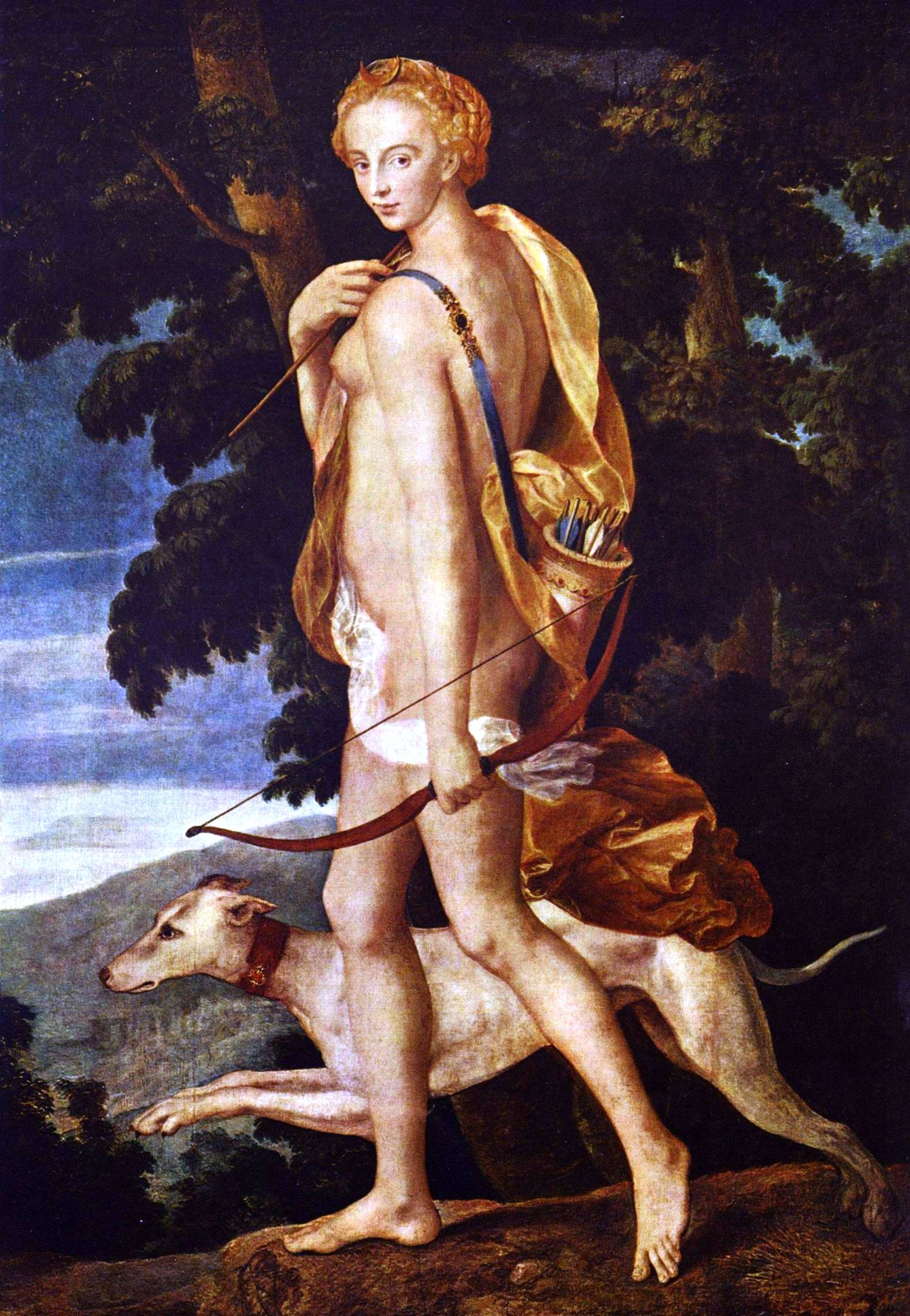
Diana łowczyni, ok. 1550-60, Luwr

Szkoła z Fontainebleau (fr. École de Fontainebleau) – nazwa, jaką określa się grupę XVI-wiecznych artystów, biorących udział w dekorowaniu pałacu w Fontainebleau. Reprezentują oni sztukę manierystyczną. W ramach szkoły wyróżnia się tzw. pierwszą i drugą szkołę z Fontainebleau.

## Pierwsza szkoła
Powstała za czasów Franciszka I. Król ten zaprosił do Francji włoskiego malarza Rossa Fiorentino, który w 1530 roku rozpoczął kierowanie pracownią dekorującą Fontainebleau. W pałacu wykonał m.in. Galerię Franciszka I (1534-40), której dekoracja łączy w sobie relief w drewnie i stiuku z malarstwem. Franciszek I sprowadził także Primaticcia, który w Fontainebleau najpierw pracował w pracowni kierowanej przez Fiorentina, a po jego śmierci w 1540 sam nią kierował.
Obok tych dwóch artystów w ramach pierwszej szkoły działali: włoski malarz i dekorator Niccolò dell’Abbate, francuscy malarze Jean Cousin starszy (autor obrazu Ewa, pierwsza Pandora [Eva Prima Pandora]), Antoine Caron oraz anonimowi twórcy. To właśnie ci nieznani z imienia i nazwiska malarze wykonali obrazy: Diana łowczyni (Luwr), Diana w kąpieli (Musée des Beaux-Arts, Rouen), Sabina Poppea (Musée d’Art et d'Histoire, Genewa), Gabriela d’Estrées i jej siostra księżna de Villars w kąpieli (Luwr).
Sztukę pierwszej szkoły z Fonatinebleau charakteryzowało połączenie wpływów włoskiego renesansu i manieryzmu z tradycją gotycyzującą i elementami niderlandzkimi. Stosowano alegorie (nieraz zawiłe) i ikonografię mitologiczną, wyraźny erotyzm. Postacie charakteryzuje elegancja. Dzięki twórczości pierwszej szkoły sztuka francuska przyswoiła sobie dokonania włoskiego renesansu i manieryzmu. Szkoła wywarła także wpływ na niezwiązanych z nią francuskich artystów, takich jak Jean Goujon czy François Clouet.

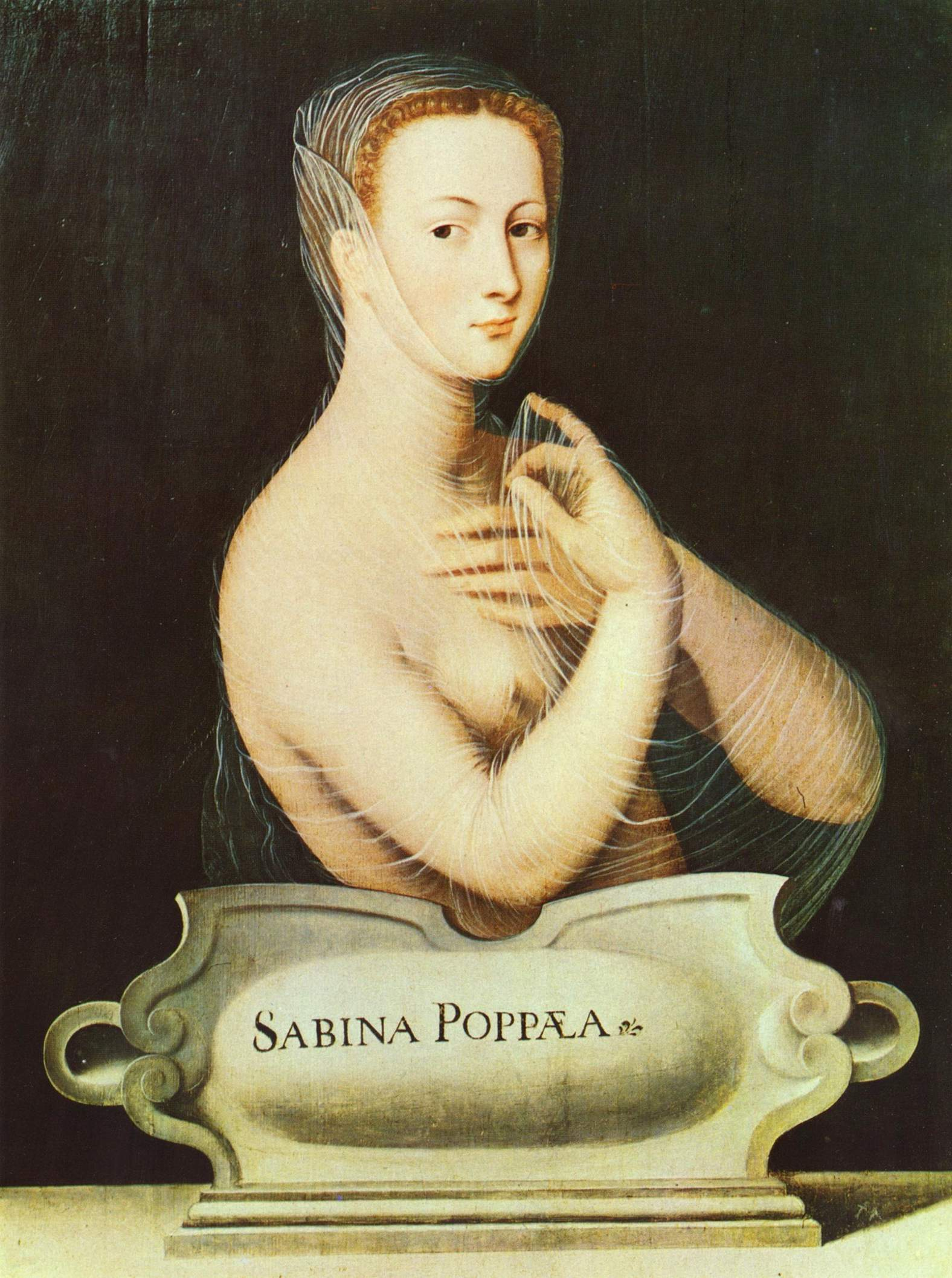
Sabina Poppea, 2. trzydziestolecie XVI, Musée d’Art et d'Histoire, Genewa
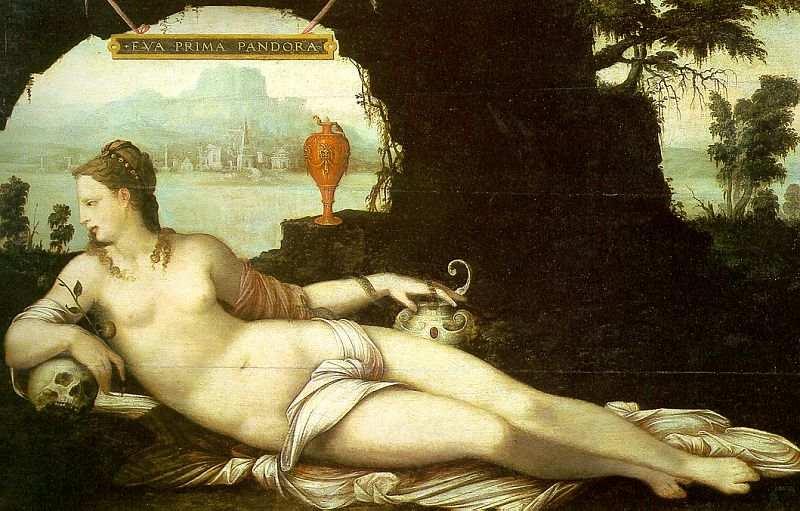
Jean Cousin starszy, Ewa, pierwsza Pandora [Eva Prima Pandora], ok. 1550, Luwr
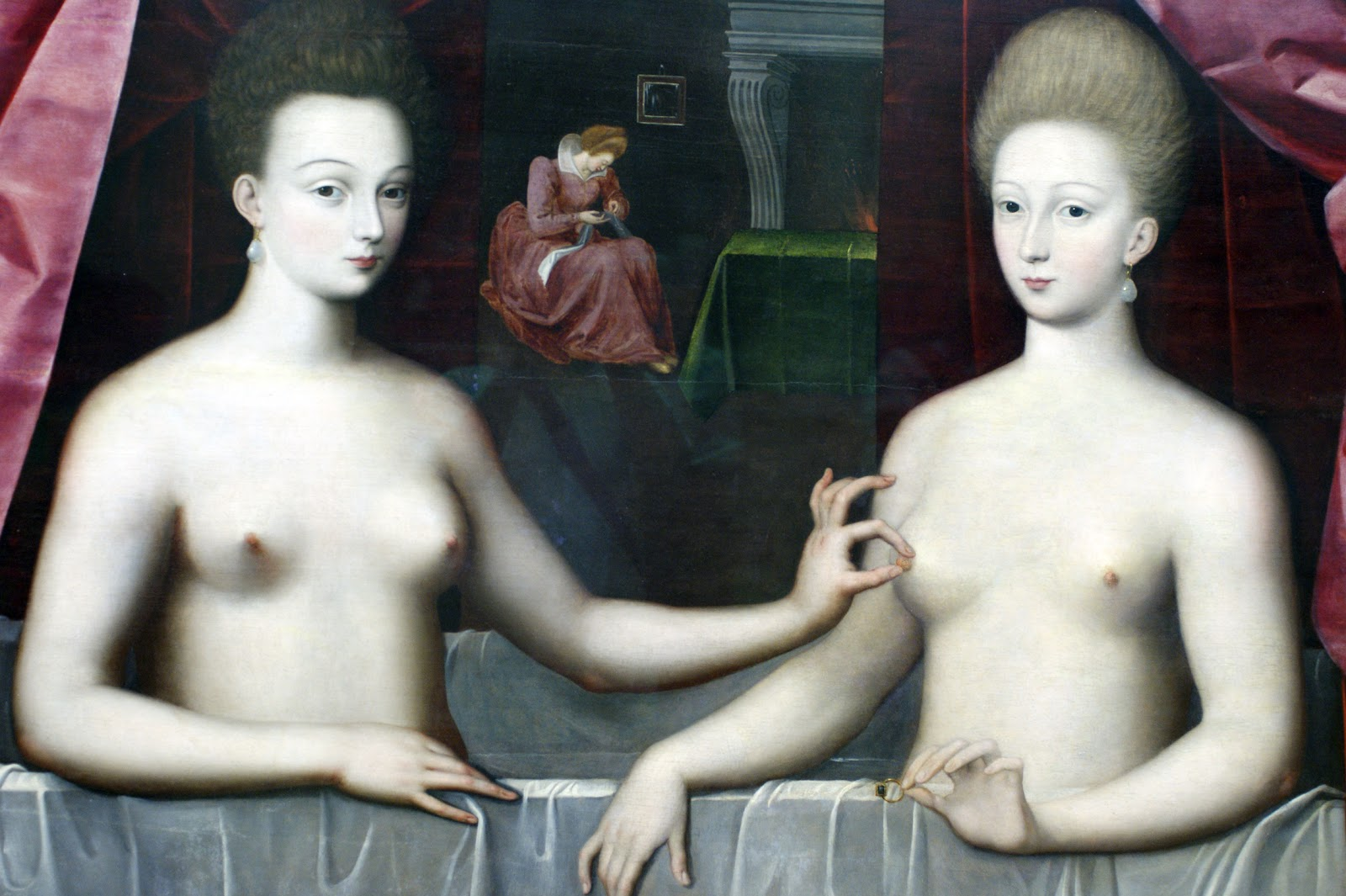
Gabriela d'Estrées i jej siostra księżna de Villars w kąpieli, Luwr
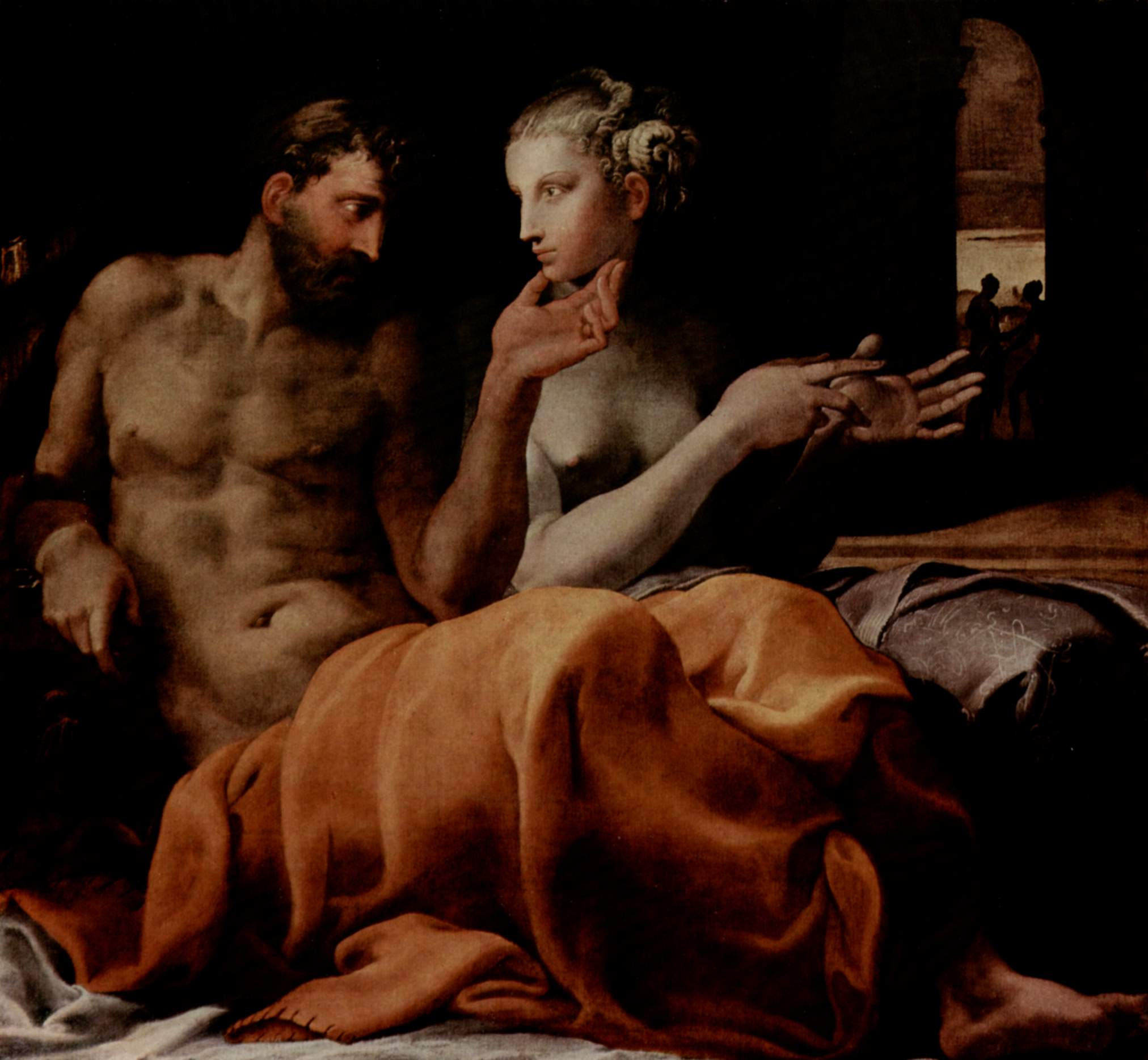
Primaticcio, Odyseusz i Penelopa, 1563

## Druga szkoła
Druga szkoła działała za czasów Henryka IV (koniec XVI wieku) i miała mniejsze znaczenie niż pierwsza. Reprezentowali ją głównie francuscy artyści, tacy jak Toussaint Dubreuil i Martin Fréminet, ale również obcy – Ambroise Dubois i François Quesnel.